# Adam Sajtijew
Adam Chamidowicz Sajtijew (ros. Адам Хамидович Сайтиев; ur. 12 grudnia 1977 w Chasawiurcie) – rosyjski zapaśnik w stylu wolnym. Brat Buwajsara Sajtijewa.
Złoty medalista Igrzysk w Sydney 2000 w wadze do 85 kg. Trzykrotny uczestnik mistrzostw świata, złoty medalista z 1999 i 2002 roku. Pięć razy uczestniczył w mistrzostwach Europy; zdobył cztery medale, w tym trzy złote w 1999, 2000 i 2006. Czwarty w Pucharze Świata w 1998 i pierwszy w drużynie w 2008 roku.
Mistrz Rosji w 1997, 1999, 2000 i 2002. Drugi w 2004, 2006 i 2012. Brązowy medalista z 2003 roku.